# Gred (strojništvo)
Gred (ang. Shaft, nem. Welle) je rotacijski strojni element, običajno krožnega prereza, ki se uporablja za prenos navora (vrtilnega momenta). Gred prenaša navor iz pogonskega stroja na gnani stroj. Gredi, ki ne prenašajo navora, so osi. Tako ima kolo na prednjem kolesu os, na zadnjem pa gred.